# Rebono
Rebono is een bestuurslaag in het regentschap Pasuruan van de provincie Oost-Java, Indonesië. Rebono telt 3173 inwoners (volkstelling 2010).